# Сабатини, Фабио
Фабио Сабатини (итал. Fabio Sabatini; род. 18 февраля 1985, Пеша, провинция Пистоя, области Тоскана, Италия) — итальянский профессиональный шоссейный велогонщик, выступающий с 2020 года за команду мирового тура «Cofidis».

## Достижения
2003
- 1-й  Чемпион Италии по шоссейному велоспорту среди юниоров в индивидуальной гонке на время

2009
- 8-й на Ваттенфаль Классик

2010
- 2-й на Classica Sarda
- 2-й на Gran Premio della Costa Etruschi

2013
- 4-й на Лондон — Суррей Классик

2016
- 1-й на этапе 1 (ТТТ) Туре Сан-Луиса
- 8-й на Джиро ди Тоскана — ГК

| ГК | Генеральная классификация |

## Статистика выступлений наГранд Турах
| Гонка           | 2007 | 2008 | 2009 | 2010 | 2011 | 2012 | 2013 | 2014 | 2015 | 2016 | 2017 |
| --------------- | ---- | ---- | ---- | ---- | ---- | ---- | ---- | ---- | ---- | ---- | ---- |
| Джиро д'Италия  | НФ   | НФ   | -    | 101  | 103  | 79   | 93   | -    | 110  | НФ   | -    |
| Тур де Франс    | -    | 46   | 146  | -    | 166  | -    | 117  | 118  | -    | 150  | 154  |
| Вуэльта Испании | 131  | 102  | 115  | -    | -    | -    | -    | -    | -    | -    | -    |